# Алькор (футбольный клуб)
«Алькор» — бывшая футбольная команда из города Екатеринослав (ныне — Днепр) Екатеринославской губернии Российской империи, основанная в 1915 году как команда будущего завода имени Петровского. В том же году коллектив стал победителем неофициального чемпионата города по футболу. Команда была официально зарегистрирована 27 марта 1916 года, когда сыграла свой первый официальный матч в рамках созданной накануне Екатеринославской футбольной лиги. В связи с событиями Первой мировой войны команда прекратила существование в 1918 году. «Алькор» рассматривается предшественником команды БРИТ (Брянский рабочий индустриальный техникум), и, как следствие, — футбольного клуба «Днепр».

## История

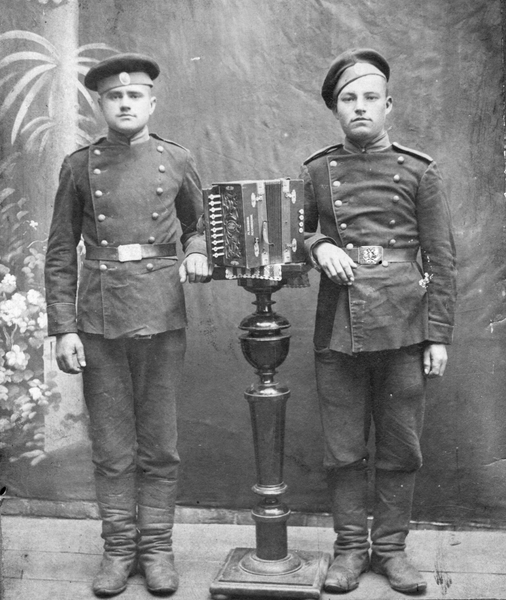
Игрок Владимир Чередниченко (справа) и инженер Южно-Брянского завода Фредрикс — одни из основателей футбольной команды «Алькор»

Появление футбола в Екатеринославе относят к 1911 году (в 2011 году в Днепропетровске праздновалось столетие местного футбола). В 1914 году под эгидой спортивного общества «Сокол», построившего в 1911 году спортивную площадку с футбольным полем, была предпринята попытка провести городской турнир, однако она закончилась неудачно. Перед Первой мировой войной в Екатеринославе образовался целый ряд команд. В июне 1915 года из работников Южно-Брянского завода (ныне — «Днепровский металлургический завод») была образована команда «Алькор». Большинство игроков интернационального состава команды проживали в Диёвке. Среди них было много потомков запорожских казаков и чумаков, которые отправлялись на телегах, запряжённых волами, к Чёрному и Азовскому морям за солью и рыбой, развозили их по ярмаркам. Считается, что с населением рабочего района и связано название команды. Оно происходит от Алькора, являющейся второй по яркости звездой в созвездии Большая Медведица. Способность видеть Алькор — традиционный способ проверки зрения. Известно об этом было и чумакам, которые пили алкоголь до тех пор пока Алькор был виден отдельно от соседней звездой — Мицара. Кроме того, для запорожских казаков Алькор «был символом недостижимой небесной мечты», что возможно также сказалось на выборе названия. Кроме того, на этимологию могло повлиять то, что в то время над футбольными командами шефвствовали иностранцы, работавшие на крупных предприятиях Екатеринослава. Они зачастую придумывали громкие и экзотические названия. Так, известно о таких коллективах как «Штандарт», «Вега», «Орион», «Аида». 
Ещё одной приметой екатеринославской жизни предвоенных лет был растущий интерес к спорту. Город не обошло увлечение футболом, охватившее в те годы Россию. Появилось около десяти команд с громкими названиями „Алькор“, „Виктория“ и т. п., и каждая вскоре обросла своими болельщиками.
В июне—июле 1915 года году екатеринославские футбольные команды решили провести общегородское соревнование, турнир в сильнейших проходил в формате двух групп. В первом матче в группе «А» со счётом 5:0 команда «Алькор» победила «Сфинкс». Победителем группы стал «Алькор», уверенно обыгравший «Тритон» со счётом 3:0. На финале присутствовало 3 тыс. зрителей. В августе 1915 года состоялся первый междугородний матч, в котором «Алькор» разгромил новомосковский «Националь» — 8:0. 12 марта 1916 года на заседании Екатеринославского военно-спортивного комитета было принято решение создать городскую футбольную лигу. Она была принята во Всероссийский футбольной союз любителей лёгкой атлетики, что позволила проводить соревнования по правилам ФИФА. 27 марта того же года командой был сыгран первый официальный матч в рамках чемпионата ЕФЛ, разбитого на два дивизиона. По итогам первенства чемпионом вновь стал «Алькор», не проигравший ни одного матча. В 1917 году он также вышел победителем, а в следующем году первое место добыл «Стадион». После этого в связи с событиями Первой мировой войны, когда на воинскую службу было призвано большинство игроков, команда прекратила существование. Исследователи сумели выяснить фамилии участников коллектива: Чередниченко, Фендрих, Билеберис, Кузнецов, Глочштейн, Образцов, Ефимов, Смолянов, Буряк, Кузьмин, Шаповалов. 

## «Алькор» — один из предшественников ФК «Днепр»
«Алькор» рассматривается предшественником команды БРИТ (Брянский рабочий индустриальный техникум), от которого ведут основание самого известного и титулованного футбольного клуба города — «Днепр». По мнению историка днепропетровского футбола Дмитрия Москаленко, в качестве даты основания ФК «Днепр», можно вполне обоснованно рассматривать первый официальный матч «Алькора», состоявшийся 27 марта 1916 года. В 1918 году была основана футбольная команда БРИТ (Брянский рабочий индустриальный техникум). Техникум находился в ведомстве Брянского завода (современный правоприемник — «Днепровский металлургический завод»). Команда участвовала в первенстве Екатеринослава. Позднее, когда началась гражданская война, команда БРИТ приостановила свои выступления, но в 1923 году возродилась при фабрично-заводском училище, а вскоре полностью перешла под опеку завода. В 1925 году она представляла Днепропетровский металлургический завод имени Г. И. Петровского и называлась «Петровец». В 1936 году его переименовали в «Сталь», а 1949 году в «Металлург». После 1961 года, когда клуб перешёл под юрисдикцию Южного машиностроительного завода («Южмаш») последний был переименован в «Днепр». Клуб стал двукратным чемпионом СССР, обладателем Кубка СССР, 7-кратным бронзовым и 2-кратным серебряный призёром чемпионата Украины, финалистом Лиги Европы УЕФА 2014/15. ФК «Днепр» прекратил существование летом 2019 года.    
Москаленко писал в 2010 году, что относительно преемственности «Днепра» от «Алькора» существуют различные точки зрения: «Прежде всего, о том, что никаких документальных подтверждений принадлежности Алькора к Брянскому заводу в результате перелопачивания сохранившейся прессы и документов того времени, так и не нашлось. К тому же нельзя исключать, что существование команды началось ещё раньше июня 1915-го — никто не мешал коллективу собираться и проводить товарищеские матчи. Да и хронологическая линия Алькор — Реальное училище — БРИТ в силу таинственного исчезновения первого слишком уж изломана…» Несмотря на это, исследователь отметил, что после того как «Алькор» прекратил существование «на Брянском заводе остались наследники в лице БРИТа». В книге «От „Алькора“» до „Днепра“: История футбола в Днепропетровске. В трёх книгах: книга 1 (1911—1961)», которая вышла в 2011 году, Москаленко писал, что ему удалось установить связь между реальным училищем, команда которого с 1916 года принимала участие в лиге средних учебных заведений и БРИТ (бывшее Политехническое училище). Последнюю команду по старой памяти ещё некоторое время называли реальным училищем (производное слово — реалисты). Игрокам из студенческих команд предоставлялось право участвовать за свои взрослые команды, становясь в некотором отношении дублёрами своих старших игроков. В частности, такие игроки-студенты как Буряк и Ефимов в 1916 году были признаны чемпионами ЕФЛ.   

## Ссылка
- Мереминский С. Г. «ДНЕПР» (укр. «Дніпро»). Большая российская энциклопедия.